# Saison 2020-2021 du Club athlétique Brive Corrèze Limousin
Cette page présente la saison 2020-2021 du Club athlétique Brive Corrèze Limousin en Top 14 et en challenge européen, saison perturbée par la seconde vague du coronavirus.

## La saison

### Pré-saison
La rentrée 2020 est particulière en raison du contexte sanitaire (épidémie de Covid-19) et de post-confinement. La saison précédente a été marquée par l'interruption de toutes les compétitions. En conséquence, lors de cette intersaison, le Top 14 ne connait ni relégations ni promotions. Pour le CA Brive, le retour à l'entraînement a lieu le 8 juin. Le staff connait un remplacement : l'Irlandais James Coughlan, entraîneur de la défense, remplace l'Anglais Alex King, intervenant auprès des buteurs.
Le budget du club sera lui d'environ 15 millions d'euros, selon le directeur général Xavier Ric.
Le club devait disputer 2 rencontres amicales de préparation. Le match amical qui devait opposer les Coujoux et le Stade français au stade Alexandre-Cueille à Tulle, le 14 août, est annulé après la découverte de 7 joueurs, du Stade français, testés positifs au Covid-19,. En remplacement, le CA Brive rencontre Valence-Romans DR toujours à Tulle,, et l'emporte 36-12, avec 6 essais inscrits.
Le 28 août, le Racing 92, est le premier visiteur du Stadium municipal, il s'y impose 31-19 face aux Coujoux. Le calendrier de la saison 2020-2021 de Top 14 est annoncé le 16 juillet. La première journée aura lieu le week-end du 5 septembre.

### Récit de la saison sportive

#### Septembre 2020
Le CABCL entame son exercice 2020-2021 dans son stade Amédée-Domenech, le 6 septembre au soir, face à l'Aviron bayonnais. Le club bénéficie d'une dérogation, la jauge autorisée pour cette rencontre est fixée à 9000 spectateurs. Les joueurs brivistes lancent idéalement leur saison en gagnant 42-23 devant la nouvelle équipe de Gaetan Germain. La différence se fait dans le premier acte, le CAB plein d'envie menant 27-6 aux citrons. La journée suivante le conduit à Bordeaux où il est défait de peu (25-20) par l'UBB, leader du Top 14 précédent, récoltant un bonus défensif mérité.

#### Octobre 2020
Après Bayonne, c'est un autre concurrent présumé dans la course au maintien, la Section paloise, qui se présente sur la pelouse briviste le 2 octobre. Face aux Béarnais, c'est une nouvelle victoire (19-13) mais acquise dans une extrême douleur, en infériorité numérique. Mitch Lees et Setareki Bituniyata écopent chacun d'un carton rouge. Pau est à son tour frappé d'une exclusion mais ne parvient pas à prendre l'avantage et rentre bredouille de Corrèze. Le 10 octobre, la rencontre des Blanc et Noir prévue à Castres, est reportée en raison d'un grand nombre de cas positifs au coronavirus dans l'équipe tarnaise. Le 17, le Stade toulousain se présente au Stadium et il y réalise une démonstration en gagnant 36-16, bonus offensif à la clé. Les Corréziens sont ensuite à nouveau défaits, le 25, en déplacement à Montpellier (30-6), pour la 6e journée. À noter que la rencontre se déroule à huis clos, depuis l'instauration du couvre-feu, décidé par le gouvernement et qui frappe l'Hérault. La situation sanitaire du pays se dégrade avec la deuxième vague du coronavirus. Le Président de la République décide d'instaurer un second confinement, mais la tenue des compétitions sportives est cette fois maintenue (toutefois sans public). Le 31 octobre, c'est l'ASM Clermont Auvergne qui se présente à Brive, pour un derby du Massif Central à huis clos, une première dans la saga entre les deux clubs.
. Les Corréziens s'inclinent à nouveau lourdement (21-43) devant des Auvergnats dominateurs dans tous les domaines.

#### Novembre 2020
Au début du mois, le club corrézien recrute deux jokers médicaux, Stan South et Daniel Brennan, le fils de l'Irlandais Trevor Brennan. Le 7 novembre, les Blanc et Noir s'inclinent au Stade Mayol de Toulon (35-19) devant le RCT. C'est la quatrième défaite de rang des Brivistes, qui sera suivie d'une cinquième, à nouveau à domicile, face au Racing 92 (19-23). Face au vice-champion d'Europe, les joueurs de Davidson mènent au score durant toute la partie (avec jusqu'à 13 unités d'avance), mais concèdent l'essai de victoire dans la dernière minute de jeu. Cruelle et suprême ironie, c'est Fabien Sanconnie, un enfant de Brive et du club, qui en est l'auteur. Cet échec plonge Brive à l'avant-dernière place au classement. Deux semaines plus tard, le CABCL s'incline au Stade Marcel-Deflandre face au leader, le Stade rochelais (36-22) pour le compte de la 10e journée. Les Corréziens livrent cependant un prestation honorable, ils empêchent les Maritimes de prendre le bonus offensif.

#### Décembre 2020
Le 5 décembre, les Brivistes retrouvent la saveur de la victoire, lors d'un déplacement en terre agenaise (15-6) chez un SUA dernier et en grandes difficultés. Thomas Laranjeira inscrit tous les points cabistes, dont un drop déterminant en fin de partie. Il s'agit du tout premier succès briviste au Stade Armandie, dans le cadre du Championnat de France. Le Challenge européen commence ensuite une nouvelle formule, en poule unique, avec. Le 11, c'est une défaite chez les Anglais de Leicester (39-17) pour les retrouvailles avec le finaliste malheureux de 1997. Pour la seconde journée, Brive s'incline à domicile devant les Italiens de Zebre (16-18), en concédant une pénalité à la dernière minute. Dans la foulée, le 22, les Blanc et Noir rencontrent le Castres olympique en match en retard de la 4e journée. Les Corréziens ramène une victoire (25-24) du Stade Pierre-Fabre, la première depuis 25 ans presque jour pour jour (le 23 décembre 1995). Archidominés et menés 21-6 à la pause, les Blanc et Noir reviennent progressivement au score dans le deuxième acte, grâce notamment à un essai d'Axel Muller et à des Tarnais très indisciplinés. Cette performance est suivie cinq jours plus tard par une nouvelle victoire, contre le Lyon OU (12-8) lors du Boxing Day. Ce dimanche-là, sous des conditions difficiles (avec par moments de la neige), Thomas Laranjeira se blesse rapidement, mais c'est cette fois Enzo Hervé qui est le sauveur. Les Lyonnais passent tout près de rééditer le scénario du match face au Racing 92 mais manquent le coche. Le CA Brive se donne de l'air au classement avec ce troisième succès consécutif.

#### Janvier 2021
L'année 2021 débute par une lourde défaite en déplacement au Stade français (51-21) pour le CABCL. Le 10, Brive s'impose sur le fil face au Montpellier HR (23-22). Après avoir été totalement inexistants en première période, perdu rapidement Thomas Laranjeira et Stuart Olding, pour être menés 19-0 au repos par les Héraultais, les hommes de Jeremy Davidson se réveillent ensuite et effectuent la remontée infernale. Ce sont des essais en force de Victor Lebas et de Thomas Acquier qui permettent aux Coujoux de coiffer Montpellier sur le poteau. Ensuite, les Corréziens se retrouvent en congés. Les deux dernières rencontres de Challenge européen sont reportées, puis finalement annulées en raison du contexte sanitaire lié au variant anglais du coronavirus. La Ligue Nationale de Rugby profite de cette décision pour avancer la 19e journée, qui devait se dérouler en mars. Ainsi, le 24 janvier, Brive se rend sur la pelouse de la Section paloise, et y signe un superbe succès (32-27), le troisième hors de ses bases. Malgré une conquête très défaillante, les Blanc et Noir profitent de l'indiscipline de leur adversaires, Enzo Hervé est à nouveau impérial avec un sans-faute face aux poteaux. L'équipe conserve sa neuvième place provisoire. Une semaine plus tard, elle confirme sa bonne dynamique en disposant du RC Toulon (25-23) à Amédée-Domenech. Cependant, les Varois, réduits à quatorze en seconde période, effectuent une belle remontée en fin de match et sont tout proches de l'emporter. Avec cette cinquième victoire en six matches, le CABCL compte désormais 34 points et prend ses distances avec la zone dangereuse.

#### Février 2021
Le 14 février, lors de la 16e journée, le CA Brive retourne dans les Pyrénées-Atlantiques, pour affronter cette fois Bayonne. Les Coujoux sont défaits 26-23, après avoir pourtant mené de dix points à la mi-temps. À noter que cette rencontre fut la dernière de la saison à se dérouler le dimanche, en raison de la reprogrammation décidée par le diffuseur. Le week-end suivant, les Blanc et Noir se rattrapent de leur échec en terre basque en dominant l'UBB. Le score est le même que contre le RCT (25-23). Et il faut à nouveau aux Brivistes beaucoup de courage, de défense acharnée, ainsi qu'un Enzo Hervé efficace face aux perches, pour empêcher les Girondins de l'emporter. Dans le même temps, la Section paloise est battue chez elle par Toulon.

#### Mars 2021
Le 6 mars, le CABCL s'incline chez le leader, le Stade toulousain (42-17). Vaillants et accrocheurs de bout en bout, les Corréziens s'effondrent dans les vingt dernières minutes. Ils y concèdent notamment deux essais de pénalité et trois cartons jaunes, ce qui cause beaucoup d'amertume au manager Jeremy Davidson. Trois semaines plus tard, les Brivistes décrochent leur premier succès bonifié aux dépens du SU Agen (57-3). Les seuls points des Lot-et-Garonnais sont inscrits par la future recrue du CAB Paul Abadie.

#### Avril 2021
Ce mois d'avril est perturbé au CAB, avec l'apparition le 15 avril de plusieurs cas du variant britannique du coronavirus. Cela intervient à deux jours du déplacement de l'équipe sur la pelouse de l'ASM Clermont Auvergne, entrainant son report,. Dans les jours suivants, le nombre de joueurs cabistes positifs atteint le chiffre de 16. La rencontre suivante contre le Stade rochelais est également reportée.

#### Mai 2021
Le derby du Massif Central, pour le compte de la 21e journée du Championnat, a finalement lieu le 1er mai. Les Corréziens sont battus 37-27. La fin de match des Coujoux est magnifique, avec deux essais qui enlèvent le bonus offensifs aux Auvergnats, jusque là maîtres de leur sujet. Une semaine plus tard, les hommes de Jeremy Davidson sont battus à domicile par le Stade français (28-31). C'est une mauvaise opération dans la course au maintien, mais néanmoins le CABCL parvient à décrocher un bonus défensif après avoir été mené de quinze points. Axel Müller, grâce à son sixième essai de la saison, permet à Brive de glaner ce bonus. Trois jours plus tard, le 11 mai, face au Stade rochelais ayant fait tourner son effectif en prévision de la finale de Champions Cup, les Cabistes se ressaisissent de fort belle manière. C'est un succès bonifié (24-12) sur les Maritimes, en match reporté de la 22e journée, qui leur permet de compter neuf points d'avance sur Pau et dix sur Bayonne, à trois journées du terme de la saison. Quatre jours après, Brive s'incline sur la pelouse du Lyon OU (24-7). Le maintien est presque acquis car, lors de cette 24e journée, le quinze palois est défait chez lui par le Racing 92. La 25e journée est la dernière réception à Amédée-Domenech, elle est marquée par le retour du public dans le stade, avec une jauge à 1000 spectateurs. Le Castres olympique, visiteur du jour, s'impose 33-28. Néanmoins, le CABCL est mathématiquement maintenu en Top 14 avec la défaite des Palois à La Rochelle.

#### Juin 2021
La dernière journée de la phase régulière conduit les Corréziens dans l'antre du Racing 92, la Paris la Défense Arena, où ils sont dominés 55-12.

## Joueurs et encadrement

### Dirigeants
- Simon Gillham, président
- Jean-Jacques Bertrand,  Christian Terrassoux,  Jean-Luc Joinel,  Jacky Lintignat,  Jean-Pierre Bourliataud et  Yves Ponthier vice-présidents
- Xavier Ric, Directeur Général Délégué

### Staff technique
- Jeremy Davidson, entraineur en chef
- Marc Dal Maso, entraîneur des avants
- Jean-Baptiste Péjoine, entraîneur des arrières
- James Coughlan, entraîneur de la défense

### Effectif
| Nom                      | Poste            | Naissance         | Nationalité sportive | International | Dernier club          | Arrivée au club (année) |
| ------------------------ | ---------------- | ----------------- | -------------------- | ------------- | --------------------- | ----------------------- |
| Thomas Acquier           | Talonneur        | 21 novembre 1989  | France               | -             | US Carcassonne        | 2014                    |
| Badri Alkhazashvili (en) | Talonneur        | 31 juillet 1995   | Géorgie              | 9 (0)         | Lyon OU               | 2020                    |
| Florian Dufour           | Talonneur        | 19 octobre 1997   | France               | -             | Union Bordeaux Bègles | 2020                    |
| Enzo Jouannet            | Talonneur        | 4 août 1999       | France               | -             | Formé au club         | 2020                    |
| Vano Karkadze            | Talonneur        | 25 juin 2000      | Géorgie              | 6 (5)         | Stade aurillacois     | 2019                    |
| Peniami Narisia          | Talonneur        | 10 juin 1997      | Fidji                | -             | Formé au club         | 2015                    |
| Soso Bekoshvili          | Pilier           | 3 novembre 1993   | Géorgie              | 11 (0)        | SO Chambéry           | 2016                    |
| Daniel Brennan           | Pilier           | 23 septembre 1998 | France               | -             | Montpellier HR        | 2020                    |
| Pietro Ceccarelli        | Pilier           | 16 février 1992   | Italie               | 9 (0)         | Edimbourg Rugby       | 2020                    |
| Simon-Pierre Chauvac     | Pilier           | 23 mars 1998      | France               | -             | Formé au club         | 2017                    |
| Mesake Doge              | Pilier           | 4 janvier 1993    | Fidji                | 1 (0)         | Timisoara Saracens    | 2019                    |
| Luka Japaridze           | Pilier           | 6 septembre 1998  | Géorgie              | -             | Formé au club         | 2019                    |
| Wesley Tapueluelu        | Pilier           | 3 décembre 1999   | Tonga                | -             | Formé au club         | 2019                    |
| Cody Thomas              | Pilier           | 1er mars 1996     | Afrique du Sud       | -             | Montpellier HR        | 2018                    |
| Hayden Thompson-Stringer | Pilier           | 29 décembre 1994  | Angleterre           | -             | Saracens              | 2019                    |
| Victor Lebas             | Deuxième ligne   | 9 juin 1993       | France               | -             | Soyaux Angoulême      | 2018                    |
| Mitch Lees               | Deuxième ligne   | 12 novembre 1988  | Australie            | -             | Exeter Chiefs         | 2019                    |
| Dan Malafosse            | Deuxième ligne   | 14 janvier 1992   | France               | -             | Section paloise       | 2019                    |
| Peet Marais              | Deuxième ligne   | 31 octobre 1990   | Afrique du Sud       | -             | Natal Sharks          | 2014                    |
| Brandon Nansen           | Deuxième ligne   | 3 novembre 1993   | Samoa                | 1 (0)         | Dragons               | 2020                    |
| Lucas Paulos             | Deuxième ligne   | 9 janvier 1998    | Argentine            | 2 (0)         | Jaguares              | 2020                    |
| Stan South (en)          | Deuxième ligne   | 24 juillet 1996   | Angleterre           | -             | Exeter Chiefs         | 2020                    |
| Renger Van Eerten        | Deuxième ligne   | 2 août 1999       | Pays-Bas             | -             | Formé au club         | 2020                    |
| Aymeric Tronc            | Deuxième ligne   | 24 janvier 2001   | France               | -             | Formé au club         | 2019                    |
| Esteban Abadie           | Troisième ligne  | 1er février 1997  | France               | -             | Racing 92             | 2019                    |
| Steevy Cerqueira         | Troisième ligne  | 9 août 1993       | France               | -             | Stade français        | 2018                    |
| So'otala Fa'aso'o        | Troisième ligne  | 2 octobre 1994    | Samoa                | -             | Racing 92             | 2018                    |
| Otar Giorgadze           | Troisième ligne  | 2 mars 1996       | Géorgie              | 23 (25)       | ASM Clermont Auvergne | 2018                    |
| Saïd Hireche             | Troisième ligne  | 27 mai 1985       | Algérie              | 1 (0)         | Stade aurillacois     | 2012                    |
| Kitione Kamikamica       | Troisième ligne  | 26 avril 1996     | Fidji                | -             | RC Vannes             | 2019                    |
| Retief Marais            | Troisième ligne  | 20 juillet 1995   | Afrique du Sud       | -             | Sharks                | 2017                    |
| Irakli Tskhadadze        | Troisième ligne  | 1er août 1996     | Géorgie              | -             | Union Bordeaux Bègles | 2019                    |
| Matthieu Voisin          | Troisième ligne  | 16 mai 1996       | France               | -             | Racing 92             | 2018                    |
| Julien Blanc             | Demi de mêlée    | 4 octobre 1992    | France               | -             | Section paloise       | 2019                    |
| David Delarue            | Demi de mêlée    | 27 octobre 1996   | France               | -             | Formé au club         | 2015                    |
| Quentin Delord           | Demi de mêlée    | 10 février 1999   | France               | -             | Lyon OU               | 2019                    |
| Vasil Lobzhanidze        | Demi de mêlée    | 14 octobre 1996   | Géorgie              | -             | RC Armazi             | 2016                    |
| Tedo Abzhandadze         | Demi d'ouverture | 13 juin 1999      | Géorgie              | 15 (95)       | RC Aia                | 2019                    |
| Fouad Boulaghrifa        | Demi d'ouverture | 1er août 2001     | France               | -             | Formé au club         | 2021                    |
| Enzo Hervé               | Demi d'ouverture | 13 octobre 1998   | France               | -             | Formé au club         | 2017                    |
| Stuart Olding            | Demi d'ouverture | 11 mars 1993      | Irlande              | 4 (5)         | Ulster Rugby          | 2018                    |
| Maxence Darthou          | Centre           | 27 mars 2001      | France               | -             | Formé au club         | 2019                    |
| Sevanaia Galala          | Centre           | 29 janvier 1993   | Fidji                | 4 (0)         | Formé au club         | 2011                    |
| Guillaume Galletier      | Centre           | 7 mars 1997       | France               | -             | Montpellier HR        | 2019                    |
| Nico Lee (en)            | Centre           | 13 mars 1994      | Afrique du Sud       | -             | Cheetahs              | 2019                    |
| Setareki Bituniyata      | 3/4 aile         | 12 août 1995      | Fidji                | -             | RC Massy              | 2019                    |
| Eneriko Buliruarua       | 3/4 aile         | 23 janvier 1997   | Fidji                | -             | RC Toulon             | 2019                    |
| Wesley Douglas           | 3/4 aile         | 28 novembre 1996  | Angleterre           | -             | AS Béziers            | 2020                    |
| Axel Müller              | 3/4 aile         | 25 novembre 1993  | Argentine            | -             | US Oyonnax            | 2018                    |
| Valentin Tirefort        | 3/4 aile         | 1er juillet 1998  | France               | -             | Stade rochelais       | 2020                    |
| Pierre Tournebize        | 3/4 aile         | 25 septembre 1998 | France               | -             | Montpellier HR        | 2019                    |
| Aaron Grandidier         | Arrière          | 18 mai 2000       | France               | -             | Formé au club         | 2019                    |
| Joris Jurand             | Arrière          | 11 novembre 1995  | France               | -             | Montpellier HR        | 2018                    |
| Thomas Laranjeira        | Arrière          | 5 mai 1992        | France               | -             | Formé au club         | 2012                    |
| Setariki Tuicuvu         | Arrière          | 7 septembre 1995  | Fidji                | 2 (0)         | ASM Clermont Auvergne | 2020                    |

## Calendrier et résultats
| Date du match     | Domicile              | Extérieur             | Score | Lieu du match                   | Catégorie                         | Classement | Diffuseur    | Horaire |
| ----------------- | --------------------- | --------------------- | ----- | ------------------------------- | --------------------------------- | ---------- | ------------ | ------- |
| 14 août 2020      | CA Brive              | Valence-Romans DR     | 36-12 | Stade Alexandre-Cueille à Tulle | Amical                            | -          | -            | -       |
| 28 août 2020      | CA Brive              | Racing 92             | 19-31 | Stade Amédée-Domenech           | Amical                            | -          | -            | -       |
| 6 septembre 2020  | CA Brive              | Aviron bayonnais      | 42-23 | Stade Amédée-Domenech           | 1re journée de Top 14             | 1er        | Rugby+       | 20h45   |
| 12 septembre 2020 | Union Bordeaux Bègles | CA Brive              | 25-20 | Stade Chaban-Delmas             | 2e journée de Top 14              | 5e         | Rugby+       | 18h15   |
| 2 octobre 2020    | CA Brive              | Section paloise       | 19-13 | Stade Amédée-Domenech           | 3e journée de Top 14              | 4e         | Rugby+       | 20h00   |
| 17 octobre 2020   | CA Brive              | Stade toulousain      | 16-36 | Stade Amédée-Domenech           | 5e journée de Top 14              | 8          | Canal+       | 15h35   |
| 25 octobre 2020   | Montpellier HR        | CA Brive              | 30-6  | GGL Stadium                     | 6e journée de Top 14              | 11         | Rugby+       | 17h00   |
| 31 octobre 2020   | CA Brive              | ASM Clermont Auvergne | 21-43 | Stade Amédée-Domenech           | 7e journée de Top 14              | 12         | Canal+       | 15h15   |
| 6 novembre 2020   | RC Toulon             | CA Brive              | 35-19 | Stade Mayol                     | 8e journée de Top 14              | 13         | Canal+ Sport | 21h00   |
| 14 novembre 2020  | CA Brive              | Racing 92             | 19-23 | Stade Amédée-Domenech           | 9e journée de Top 14              | 13         | Rugby+       | 18h00   |
| 27 novembre 2020  | Stade rochelais       | CA Brive              | 36-22 | Stade Marcel-Deflandre          | 10e journée de Top 14             | 13         | Rugby+       | 18h15   |
| 5 décembre 2020   | SU Agen               | CA Brive              | 6-15  | Stade Armandie                  | 11e journée de Top 14             | 13         | Rugby+       | 18h15   |
| 11 décembre 2020  | Leicester Tigers      | CA Brive              | 39-17 | Welford Road Stadium            | 1re journée de Challenge européen | 11         | -            | 19H45   |
| 18 décembre 2020  | CA Brive              | Zebre                 | 16-18 | Stade Amédée-Domenech           | 2e journée de Challenge européen  | 12         | -            | 21H00   |
| 22 décembre 2020  | Castres olympique     | CA Brive              | 24-25 | Stade Pierre-Fabre              | 4e journée de Top 14              | 10         | Canal+ Sport | 20h45   |
| 27 décembre 2020  | CA Brive              | Lyon OU               | 12-8  | Stade Amédée-Domenech           | 12e journée de Top 14             | 9          | Rugby+       | 16h00   |
| 3 janvier 2021    | Stade français        | CA Brive              | 51-21 | Stade Jean-Bouin                | 13e journée de Top 14             | 9          | Rugby+       | 18h00   |
| 10 janvier 2021   | CA Brive              | Montpellier HR        | 23-22 | Stade Amédée-Domenech           | 14e journée de Top 14             | 9          | Canal+ Sport | 15h00   |
| 24 janvier 2021   | Section paloise       | CA Brive              | 27-32 | Stade du Hameau                 | 19e journée de Top 14             | 9          | Canal+       | 14h45   |
| 30 janvier 2021   | CA Brive              | RC Toulon             | 25-23 | Stade Amédée-Domenech           | 15e journée de Top 14             | 9          | Rugby+       | 18h15   |
| 14 février 2021   | Aviron bayonnais      | CA Brive              | 26-23 | Stade Jean-Dauger               | 16e journée de Top 14             | 10         | Rugby+       | 19h05   |
| 20 février 2021   | CA Brive              | Union Bordeaux Bègles | 25-23 | Stade Amédée-Domenech           | 17e journée de Top 14             | 9          | Rugby+       | 17h45   |
| 6 mars 2021       | Stade toulousain      | CA Brive              | 42-17 | Stade Ernest-Wallon             | 18e journée de Top 14             | 10         | Canal+       | 14h45   |
| 27 mars 2021      | CA Brive              | SU Agen               | 57-3  | Stade Amédée-Domenech           | 20e journée de Top 14             | 10         | Rugby+       | 17h30   |
| 1er mai 2021      | ASM Clermont Auvergne | CA Brive              | 37-27 | Stade Marcel-Michelin           | 21e journée de Top 14             | 10         | Canal+ Sport | 18h30   |
| 8 mai 2021        | CA Brive              | Stade français        | 28-31 | Stade Amédée-Domenech           | 23e journée de Top 14             | 11         | Rugby+       | 17h45   |
| 11 mai 2021       | CA Brive              | Stade rochelais       | 24-12 | Stade Amédée-Domenech           | 22e journée de Top 14             | 11         | Canal+       | 18h45   |
| 15 mai 2021       | Lyon OU               | CA Brive              | 24-7  | Stade de Gerland                | 24e journée de Top 14             | 11         | Rugby+       | 17h00   |
| 29 mai 2021       | CA Brive              | Castres olympique     | 28-33 | Stade Amédée-Domenech           | 25e journée de Top 14             | 11         | Rugby+       | 17h00   |
| 5 juin 2021       | Racing 92             | CA Brive              | 55-12 | Paris La Défense Arena          | 26e journée de Top 14             | 11         | Rugby+       | 21h05   |

## Statistiques et classements

### Statistiques collectives

#### Classement Top 14
| Rang | Club                  | J  | V  | N | D  | Bo | Bd | Pm  | Pe   | Diff | Pts |
| ---- | --------------------- | -- | -- | - | -- | -- | -- | --- | ---- | ---- | --- |
| 1    | Stade toulousain      | 26 | 17 | 1 | 8  | 8  | 3  | 767 | 557  | +210 | 81  |
| 2    | Stade rochelais       | 26 | 17 | 0 | 9  | 6  | 4  | 726 | 452  | +274 | 78  |
| 3    | Racing 92             | 26 | 17 | 0 | 9  | 6  | 4  | 757 | 577  | +180 | 78  |
| 4    | Union Bordeaux Bègles | 26 | 15 | 1 | 10 | 7  | 3  | 740 | 546  | +194 | 72  |
| 5    | ASM Clermont          | 26 | 15 | 1 | 10 | 6  | 3  | 830 | 619  | +211 | 71  |
| 6    | Stade français Paris  | 26 | 15 | 0 | 11 | 6  | 4  | 701 | 622  | +79  | 70  |
| 7    | Castres olympique     | 26 | 15 | 1 | 10 | 3  | 4  | 625 | 676  | -51  | 69  |
| 8    | RC Toulon             | 26 | 14 | 0 | 12 | 7  | 3  | 641 | 605  | +36  | 66  |
| 9    | Lyon OU               | 26 | 14 | 1 | 11 | 3  | 4  | 678 | 568  | +110 | 65  |
| 10   | Montpellier HR        | 26 | 10 | 0 | 16 | 6  | 8  | 579 | 615  | -36  | 54  |
| 11   | CA Brive              | 26 | 11 | 0 | 15 | 2  | 5  | 585 | 711  | -126 | 51  |
| 12   | Section paloise       | 26 | 9  | 1 | 16 | 2  | 6  | 688 | 752  | -64  | 46  |
| 13   | Aviron bayonnais      | 26 | 10 | 0 | 16 | 1  | 5  | 565 | 796  | -231 | 46  |
| 14   | SU Agen               | 26 | 0  | 0 | 26 | 0  | 2  | 315 | 1101 | -786 | 2   |

#### Classement Challenge européen
| Rang | Club                 | J | V | N | D | Bo | Bd | Pm | Pe | Diff | Pts |
| ---- | -------------------- | - | - | - | - | -- | -- | -- | -- | ---- | --- |
| 1    | London Irish         | 2 | 2 | 0 | 0 | 2  | 0  | 60 | 25 | +35  | 10  |
| 2    | Cardiff RFC          | 2 | 2 | 0 | 0 | 1  | 0  | 61 | 20 | +41  | 9   |
| 3    | Ospreys              | 2 | 2 | 0 | 0 | 1  | 0  | 77 | 44 | +33  | 9   |
| 4    | Leicester Tigers     | 2 | 2 | 0 | 0 | 1  | 0  | 67 | 37 | +30  | 9   |
| 5    | Zebre                | 2 | 1 | 1 | 0 | 0  | 0  | 43 | 41 | +2   | 6   |
| 6    | Benetton Trévise     | 2 | 1 | 0 | 1 | 1  | 0  | 44 | 40 | +4   | 5   |
| 7    | SU Agen              | 2 | 1 | 0 | 1 | 1  | 0  | 36 | 34 | +2   | 5   |
| 8    | Newcastle Falcons    | 2 | 1 | 0 | 1 | 0  | 0  | 46 | 50 | -4   | 4   |
| 9    | Section paloise      | 2 | 1 | 0 | 1 | 0  | 0  | 41 | 46 | -5   | 4   |
| 10   | Aviron bayonnais     | 2 | 0 | 1 | 1 | 0  | 0  | 45 | 53 | -8   | 2   |
| 11   | Worcester Warriors   | 2 | 0 | 0 | 2 | 1  | 1  | 49 | 62 | -13  | 2   |
| 12   | CA Brive             | 2 | 0 | 0 | 2 | 0  | 1  | 33 | 57 | -24  | 1   |
| 13   | Stade français Paris | 2 | 0 | 0 | 2 | 0  | 0  | 20 | 72 | -52  | 0   |
| 14   | Castres olympique    | 2 | 0 | 0 | 2 | 0  | 0  | 32 | 65 | -33  | 0   |

### Statistiques individuelles

#### Statistiques par joueur
(Tableau à jour au 9 mai 2021)
| Joueur                   | Poste            | Top 14 | Top 14 | Top 14 | Top 14 | Top 14 | Top 14 | Top 14 | Top 14 | Top 14 |    | Challenge européen | Challenge européen | Challenge européen | Challenge européen | Challenge européen | Challenge européen | Challenge européen | Challenge européen | Challenge européen |      | Total | Total | Total | Total | Total | Total | Total | Total | Total |
| Joueur                   | Poste            | TJ     | Tit.   | Rem.   | E      | T      | P      | D      | CJ     | CR     | TJ | Tit.               | Rem.               | E                  | T                  | P                  | D                  | CJ                 | CR                 | TJ                 | Tit. | Rem.  | E     | T     | P     | D     | CJ    | CR    |       |       |
| ------------------------ | ---------------- | ------ | ------ | ------ | ------ | ------ | ------ | ------ | ------ | ------ | -- | ------------------ | ------------------ | ------------------ | ------------------ | ------------------ | ------------------ | ------------------ | ------------------ | ------------------ | ---- | ----- | ----- | ----- | ----- | ----- | ----- | ----- | ----- | ----- |
| Thomas Acquier           | Talonneur        | -      | 6      | 5      | 1      | -      | -      | -      | -      | -      |    | -                  | -                  | -                  | -                  | -                  | -                  | -                  | -                  | -                  |      | -     | 6     | 5     | 1     | -     | -     | -     | -     | -     |
| Badri Alkhazashvili      | Talonneur        | -      | -      | 10     | -      | -      | -      | -      | -      | -      | -  | 2                  | -                  | -                  | -                  | -                  | -                  | -                  | -                  | -                  | 2    | 10    | -     | -     | -     | -     | -     | -     |       |       |
| Florian Dufour           | Talonneur        | -      | 5      | 1      | -      | -      | -      | -      | -      | -      | -  | -                  | -                  | -                  | -                  | -                  | -                  | -                  | -                  | -                  | 5    | 1     | -     | -     | -     | -     | -     | -     |       |       |
| Enzo Jouannet            | Talonneur        | -      | -      | -      | -      | -      | -      | -      | -      | -      | -  | -                  | 2                  | -                  | -                  | -                  | -                  | -                  | -                  | -                  | -    | 2     | -     | -     | -     | -     | -     | -     |       |       |
| Vano Karkadze            | Talonneur        | -      | -      | -      | -      | -      | -      | -      | -      | -      | -  | -                  | -                  | -                  | -                  | -                  | -                  | -                  | -                  | -                  | -    | -     | -     | -     | -     | -     | -     | -     |       |       |
| Peniami Narisia          | Talonneur        | -      | 11     | 6      | -      | -      | -      | -      | 1      | -      | -  | -                  | -                  | -                  | -                  | -                  | -                  | -                  | -                  | -                  | 11   | 6     | -     | -     | -     | -     | 1     | -     |       |       |
| Soso Bekoshvili          | Pilier           | -      | 7      | 5      | -      | -      | -      | -      | -      | -      | -  | -                  | -                  | -                  | -                  | -                  | -                  | -                  | -                  | -                  | 7    | 5     | -     | -     | -     | -     | -     | -     |       |       |
| Daniel Brennan           | Pilier           | -      | 2      | 5      | -      | -      | -      | -      | 1      | -      | -  | 1                  | 1                  | -                  | -                  | -                  | -                  | -                  | -                  | -                  | 3    | 6     | -     | -     | -     | -     | 1     | -     |       |       |
| Pietro Ceccarelli        | Pilier           | -      | 6      | 5      | 2      | -      | -      | -      | -      | -      | -  | -                  | -                  | -                  | -                  | -                  | -                  | -                  | -                  | -                  | 6    | 5     | 2     | -     | -     | -     | -     | -     |       |       |
| Simon-Pierre Chauvac     | Pilier           | -      | 6      | 7      | 1      | -      | -      | -      | -      | -      | -  | -                  | -                  | -                  | -                  | -                  | -                  | -                  | -                  | -                  | 6    | 7     | 1     | -     | -     | -     | -     | -     |       |       |
| Mesake Doge              | Pilier           | -      | 4      | 2      | -      | -      | -      | -      | -      | -      | -  | 1                  | -                  | -                  | -                  | -                  | -                  | 1                  | -                  | -                  | 5    | 2     | -     | -     | -     | -     | 1     | -     |       |       |
| Luka Japaridze           | Pilier           | -      | 4      | 9      | 1      | -      | -      | -      | 2      | -      | -  | -                  | 2                  | -                  | -                  | -                  | -                  | -                  | -                  | -                  | 4    | 11    | 1     | -     | -     | -     | 2     | -     |       |       |
| Wesley Tapueluelu        | Pilier           | -      | 1      | 1      | -      | -      | -      | -      | -      | -      | -  | 1                  | 1                  | -                  | -                  | -                  | -                  | -                  | -                  | -                  | 2    | 2     | -     | -     | -     | -     | -     | -     |       |       |
| Cody Thomas              | Pilier           | -      | 1      | -      | -      | -      | -      | -      | -      | -      | -  | -                  | -                  | -                  | -                  | -                  | -                  | -                  | -                  | -                  | 1    | -     | -     | -     | -     | -     | -     | -     |       |       |
| Hayden Thompson-Stringer | Pilier           | -      | 13     | 9      | 1      | -      | -      | -      | 1      | -      | -  | 1                  | -                  | -                  | -                  | -                  | -                  | -                  | -                  | -                  | 14   | 9     | 1     | -     | -     | -     | 1     | -     |       |       |
| Victor Lebas             | Deuxième ligne   | -      | 9      | 6      | 1      | -      | -      | -      | 1      | -      | -  | -                  | -                  | -                  | -                  | -                  | -                  | -                  | -                  | -                  | 9    | 6     | 1     | -     | -     | -     | 1     | -     |       |       |
| Mitch Lees               | Deuxième ligne   | -      | 16     | -      | 2      | -      | -      | -      | 2      | 1      | -  | -                  | -                  | -                  | -                  | -                  | -                  | -                  | -                  | -                  | 16   | -     | 2     | -     | -     | -     | 2     | 1     |       |       |
| Dan Malafosse            | Deuxième ligne   | -      | 5      | 5      | -      | -      | -      | -      | -      | -      | -  | 1                  | 1                  | -                  | -                  | -                  | -                  | -                  | -                  | -                  | 6    | 6     | -     | -     | -     | -     | -     | -     |       |       |
| Peet Marais              | Deuxième ligne   | -      | 2      | 1      | -      | -      | -      | -      | -      | -      | -  | -                  | -                  | -                  | -                  | -                  | -                  | -                  | -                  | -                  | 2    | 1     | -     | -     | -     | -     | -     | -     |       |       |
| Brandon Nansen           | Deuxième ligne   | -      | 4      | -      | -      | -      | -      | -      | -      | -      | -  | -                  | -                  | -                  | -                  | -                  | -                  | -                  | -                  | -                  | 4    | -     | -     | -     | -     | -     | -     | -     |       |       |
| Lucas Paulos             | Deuxième ligne   | -      | 5      | 2      | 1      | -      | -      | -      | -      | -      | -  | -                  | -                  | -                  | -                  | -                  | -                  | -                  | -                  | -                  | 5    | 2     | 1     | -     | -     | -     | -     | -     |       |       |
| Stan South               | Deuxième ligne   | -      | -      | 1      | -      | -      | -      | -      | -      | -      | -  | 2                  | -                  | -                  | -                  | -                  | -                  | -                  | -                  | -                  | 2    | 1     | -     | -     | -     | -     | -     | -     |       |       |
| Renger Van Eerten        | Deuxième ligne   | -      | -      | -      | -      | -      | -      | -      | -      | -      | -  | -                  | 1                  | -                  | -                  | -                  | -                  | -                  | -                  | -                  | -    | 1     | -     | -     | -     | -     | -     | -     |       |       |
| Aymeric Tronc            | Deuxième ligne   | -      | -      | -      | -      | -      | -      | -      | -      | -      | -  | -                  | -                  | -                  | -                  | -                  | -                  | -                  | -                  | -                  | -    | -     | -     | -     | -     | -     | -     | -     |       |       |
| Esteban Abadie           | Troisième ligne  | -      | 2      | 5      | -      | -      | -      | -      | -      | -      | -  | 2                  | -                  | -                  | -                  | -                  | -                  | -                  | -                  | -                  | 4    | 5     | -     | -     | -     | -     | -     | -     |       |       |
| Steevy Cerqueira         | Troisième ligne  | -      | 1      | 4      | -      | -      | -      | -      | -      | -      | -  | -                  | 1                  | -                  | -                  | -                  | -                  | -                  | -                  | -                  | 1    | 5     | -     | -     | -     | -     | -     | -     |       |       |
| So'otala Fa'aso'o        | Troisième ligne  | -      | 9      | 8      | 3      | -      | -      | -      | 2      | 1      | -  | 1                  | -                  | -                  | -                  | -                  | -                  | -                  | -                  | -                  | 10   | 8     | 3     | -     | -     | -     | 2     | 1     |       |       |
| Otar Giorgadze           | Troisième ligne  | -      | 6      | -      | 1      | -      | -      | -      | -      | -      | -  | -                  | 1                  | -                  | -                  | -                  | -                  | -                  | -                  | -                  | 6    | 1     | 1     | -     | -     | -     | -     | -     |       |       |
| Saïd Hireche             | Troisième ligne  | -      | 16     | 1      | -      | -      | -      | -      | -      | -      | -  | -                  | -                  | -                  | -                  | -                  | -                  | -                  | -                  | -                  | 16   | 1     | -     | -     | -     | -     | -     | -     |       |       |
| Kitione Kamikamica       | Troisième ligne  | -      | 10     | 4      | 3      | -      | -      | -      | -      | -      | -  | 1                  | -                  | -                  | -                  | -                  | -                  | -                  | -                  | -                  | 11   | 4     | 3     | -     | -     | -     | -     | -     |       |       |
| Retief Marais            | Troisième ligne  | -      | 16     | 3      | -      | -      | -      | -      | -      | -      | -  | -                  | -                  | -                  | -                  | -                  | -                  | -                  | -                  | -                  | 16   | 3     | -     | -     | -     | -     | -     | -     |       |       |
| Irakli Tskhadadze        | Troisième ligne  | -      | -      | 1      | -      | -      | -      | -      | -      | -      | -  | 1                  | 1                  | -                  | -                  | -                  | -                  | -                  | -                  | -                  | 1    | 2     | -     | -     | -     | -     | -     | -     |       |       |
| Matthieu Voisin          | Troisième ligne  | -      | 9      | 9      | -      | -      | -      | -      | -      | -      | -  | 1                  | -                  | -                  | -                  | -                  | -                  | -                  | -                  | -                  | 10   | 9     | -     | -     | -     | -     | -     | -     |       |       |
| Julien Blanc             | Demi de mêlée    | -      | 10     | 12     | 1      | 1      | -      | -      | -      | -      | -  | -                  | -                  | -                  | -                  | -                  | -                  | -                  | -                  | -                  | 10   | 12    | 1     | 1     | -     | -     | -     | -     |       |       |
| David Delarue            | Demi de mêlée    | -      | -      | 7      | 1      | -      | -      | -      | 1      | -      | -  | 2                  | -                  | -                  | -                  | -                  | -                  | -                  | -                  | -                  | 2    | 7     | 1     | -     | -     | -     | 1     | -     |       |       |
| Quentin Delord           | Demi de mêlée    | -      | -      | -      | -      | -      | -      | -      | -      | -      | -  | -                  | 1                  | -                  | -                  | -                  | -                  | -                  | -                  | -                  | -    | 1     | -     | -     | -     | -     | -     | -     |       |       |
| Vasil Lobzhanidze        | Demi de mêlée    | -      | 12     | 3      | -      | -      | -      | -      | 1      | -      | -  | -                  | -                  | -                  | -                  | -                  | -                  | -                  | -                  | -                  | 12   | 3     | -     | -     | -     | -     | 1     | -     |       |       |
| Tedo Abzhandadze         | Demi d'ouverture | -      | 1      | 4      | -      | 3      | 7      | -      | -      | -      | -  | 1                  | -                  | -                  | 1                  | 3                  | -                  | -                  | -                  | -                  | 2    | 4     | -     | 4     | 10    | -     | -     | -     |       |       |
| Fouad Boulaghrifa        | Demi d'ouverture | -      | -      | -      | -      | -      | -      | -      | -      | -      | -  | -                  | 1                  | -                  | -                  | -                  | -                  | -                  | -                  | -                  | -    | 1     | -     | -     | -     | -     | -     | -     |       |       |
| Enzo Hervé               | Demi d'ouverture | -      | 17     | 1      | 1      | 18     | 34     | -      | 1      | -      | -  | 1                  | -                  | -                  | -                  | 4                  | -                  | -                  | -                  | -                  | 18   | 1     | 1     | 18    | 38    | -     | 1     | -     |       |       |
| Stuart Olding            | Demi d'ouverture | -      | 5      | 2      | -      | 1      | -      | -      | -      | -      | -  | -                  | 1                  | -                  | -                  | -                  | -                  | -                  | -                  | -                  | 5    | 3     | -     | 1     | -     | -     | -     | -     |       |       |
| Maxence Darthou          | Centre           | -      | -      | 1      | -      | -      | -      | -      | -      | -      | -  | -                  | 1                  | -                  | -                  | -                  | -                  | -                  | -                  | -                  | -    | 2     | -     | -     | -     | -     | -     | -     |       |       |
| Sevanaia Galala          | Centre           | -      | 6      | 7      | 2      | 1      | -      | -      | -      | -      | -  | 2                  | -                  | -                  | -                  | -                  | -                  | -                  | -                  | -                  | 8    | 7     | 2     | 1     | -     | -     | -     | -     |       |       |
| Guillaume Galletier      | Centre           | -      | 4      | 3      | -      | -      | -      | -      | -      | -      | -  | 2                  | -                  | 1                  | -                  | -                  | -                  | -                  | -                  | -                  | 6    | 3     | 1     | -     | -     | -     | -     | -     |       |       |
| Nico Lee                 | Centre           | -      | 14     | -      | -      | -      | -      | -      | -      | -      | -  | -                  | -                  | -                  | -                  | -                  | -                  | -                  | -                  | -                  | 14   | -     | -     | -     | -     | -     | -     | -     |       |       |
| Setareki Bituniyata      | Ailier           | -      | 11     | 1      | 3      | -      | -      | -      | 2      | 1      | -  | -                  | -                  | -                  | -                  | -                  | -                  | -                  | -                  | -                  | 11   | 1     | 3     | -     | -     | -     | 2     | 1     |       |       |
| Eneriko Buliruarua       | Ailier           | -      | 18     | 3      | 4      | -      | -      | -      | -      | -      | -  | 1                  | -                  | -                  | -                  | -                  | -                  | -                  | -                  | -                  | 19   | 3     | 4     | -     | -     | -     | -     | -     |       |       |
| Wesley Douglas           | Ailier           | -      | 3      | 5      | 1      | -      | -      | -      | -      | -      | -  | 1                  | -                  | 1                  | -                  | -                  | -                  | -                  | -                  | -                  | 4    | 5     | 2     | -     | -     | -     | -     | -     |       |       |
| Axel Müller              | Ailier           | -      | 16     | -      | 6      | -      | -      | -      | 1      | -      | -  | -                  | -                  | -                  | -                  | -                  | -                  | -                  | -                  | -                  | 16   | -     | 6     | -     | -     | -     | 1     | -     |       |       |
| Valentin Tirefort        | Ailier           | -      | 7      | -      | 1      | -      | -      | -      | -      | -      | -  | 1                  | -                  | -                  | -                  | -                  | -                  | -                  | -                  | -                  | 8    | -     | 1     | -     | -     | -     | -     | -     |       |       |
| Pierre Tournebize        | Ailier           | -      | -      | -      | -      | -      | -      | -      | -      | -      | -  | -                  | -                  | -                  | -                  | -                  | -                  | -                  | -                  | -                  | -    | -     | -     | -     | -     | -     | -     | -     |       |       |
| Aaron Grandidier         | Arrière          | -      | -      | -      | -      | -      | -      | -      | -      | -      | -  | -                  | 2                  | -                  | -                  | -                  | -                  | -                  | -                  | -                  | -    | 2     | -     | -     | -     | -     | -     | -     |       |       |
| Joris Jurand             | Arrière          | -      | 7      | 8      | 3      | -      | -      | -      | -      | -      | -  | 2                  | -                  | -                  | -                  | -                  | -                  | -                  | -                  | -                  | 9    | 8     | 3     | -     | -     | -     | -     | -     |       |       |
| Thomas Laranjeira        | Arrière          | -      | 12     | 2      | -      | 13     | 33     | 1      | -      | -      | -  | -                  | -                  | -                  | -                  | -                  | -                  | -                  | -                  | -                  | 12   | 2     | -     | 13    | 33    | 1     | -     | -     |       |       |
| Setariki Tuicuvu         | Arrière          | -      | 11     | -      | 3      | -      | -      | -      | -      | -      | -  | 1                  | -                  | -                  | -                  | -                  | -                  | -                  | -                  | -                  | 12   | -     | 3     | -     | -     | -     | -     | -     |       |       |

#### Statistiques par réalisateur
Classement des meilleurs réalisateurs en Top 14
| Rang | Joueur              | Poste            | Points | Essais | Transf. | Pén. | Drops |
| ---- | ------------------- | ---------------- | ------ | ------ | ------- | ---- | ----- |
| 1    | Enzo Hervé          | Demi d'ouverture | 143    | 1      | 18      | 34   | -     |
| 2    | Thomas Laranjeira   | Arrière          | 128    | -      | 13      | 33   | 1     |
| 3    | Axel Müller         | Ailier           | 30     | 6      | -       | -    | -     |
| 4    | Tedo Abzhandadze    | Demi d'ouverture | 27     | -      | 3       | 7    | -     |
| 5    | Eneriko Buliruarua  | Ailier           | 20     | 4      | -       | -    | -     |
| 6    | Kitione Kamikamica  | Troisième ligne  | 15     | 3      | -       | -    | -     |
| -    | Setareki Bituniyata | Ailier           | 15     | 3      | -       | -    | -     |
| -    | Joris Jurand        | Arrière          | 15     | 3      | -       | -    | -     |
| -    | Setariki Tuicuvu    | Arrière          | 15     | 3      | -       | -    | -     |
| -    | So'otala Fa'aso'o   | Troisième ligne  | 15     | 3      | -       | -    | -     |

Classement des meilleurs réalisateurs en Challenge Européen
| Rang | Joueur              | Poste            | Points | Essais | Transf. | Pén. | Drops |
| ---- | ------------------- | ---------------- | ------ | ------ | ------- | ---- | ----- |
| 1    | Enzo Hervé          | Demi d'ouverture | 12     | -      | -       | 4    | -     |
| 2    | Tedo Abzhandadze    | Demi d'ouverture | 11     | -      | 1       | 3    | -     |
| 3    | Wesley Douglas      | Ailier           | 5      | 1      | -       | -    | -     |
| -    | Guillaume Galletier | Centre           | 5      | 1      | -       | -    | -     |

#### Statistiques par marqueur
| Rang  | Joueur                   | Poste            | Top 14    | Challenge européen | TOTAL     |
| ----- | ------------------------ | ---------------- | --------- | ------------------ | --------- |
| 1     | Axel Müller              | Ailier           | 6         | -                  | 6 essais  |
| 2     | Eneriko Buliruarua       | Ailier           | 4         | -                  | 4 essais  |
| 3     | Setareki Bituniyata      | Ailier           | 3         | -                  | 3 essais  |
| 3     | Kitione Kamikamica       | Troisième ligne  | 3         | -                  | 3 essais  |
| 3     | Joris Jurand             | Arrière          | 3         | -                  | 3 essais  |
| 3     | Setariki Tuicuvu         | Arrière          | 3         | -                  | 3 essais  |
| 3     | So'otala Fa'aso'o        | Troisième ligne  | 3         | -                  | 3 essais  |
| 8     | Pietro Ceccarelli        | Pilier           | 2         | -                  | 2 essais  |
| 8     | Sevanaia Galala          | Centre           | 2         | -                  | 2 essais  |
| 8     | Mitch Lees               | Deuxième ligne   | 2         | -                  | 2 essais  |
| 8     | Wesley Douglas           | Ailier           | 1         | 1                  | 2 essais  |
| 12    | Enzo Hervé               | Demi d'ouverture | 1         | -                  | 1 essai   |
| 12    | Valentin Tirefort        | Ailier           | 1         | -                  | 1 essai   |
| 12    | Simon-Pierre Chauvac     | Pilier           | 1         | -                  | 1 essai   |
| 12    | Otar Giorgadze           | Troisième ligne  | 1         | -                  | 1 essai   |
| 12    | Hayden Thompson-Stringer | Pilier           | 1         | -                  | 1 essai   |
| 12    | David Delarue            | Demi de mêlée    | 1         | -                  | 1 essai   |
| 12    | Victor Lebas             | Deuxième ligne   | 1         | -                  | 1 essai   |
| 12    | Thomas Acquier           | Talonneur        | 1         | -                  | 1 essai   |
| 12    | Lucas Paulos             | Deuxième ligne   | 1         | -                  | 1 essai   |
| 12    | Luka Japaridze           | Pilier           | 1         | -                  | 1 essai   |
| 12    | Guillaume Galletier      | Centre           | -         | 1                  | 1 essai   |
| #     | essai de pénalité        | -                | -         | -                  | -         |
| Total | -                        | 22 marqueurs     | 43 essais | 2 essais           | 45 essais |

### Joueurs en sélections internationales
| Joueur            | Poste            | Pays    | Compétition                              | Sélections (points) |
| ----------------- | ---------------- | ------- | ---------------------------------------- | ------------------- |
| Mesake Doge       | Pilier           | Italie  | Coupe d'automne des nations              | 1 (0)               |
| Tedo Abzhandadze  | Demi d'ouverture | Géorgie | Test matchs, Coupe d'automne des nations | 5 (16)              |
| Otar Giorgadze    | Troisième ligne  | Géorgie | Test matchs, Coupe d'automne des nations | 4 (0)               |
| Vasil Lobzhanidze | Demi de mêlée    | Géorgie | Test matchs, Coupe d'automne des nations | 5 (0)               |
| Pietro Ceccarelli | Pilier           | Italie  | Coupe d'automne des nations              | 3 (0)               |

### Affluences
Cette saison étant marquée par les suites de la pandémie de Coronavirus, des limitations de jauge sont mises en place dans les enceintes sportives. Le département de la Corrèze est peu touché (du moins en début de saison), le CABCL bénéficie d'une limitation à 5000 spectateurs. Il y a toutefois une dérogation accordée par la préfète du Département pour la rencontre face à Bayonne. Fin octobre, un nouveau confinement est mis en place par le gouvernement français, le match face à l'ASM Clermont se déroule pour la première fois sans aucun spectateur.
Affluence du CA Brive à domicile.

## Feuilles de matchs
1. ↑  « Feuille de match CA Brive - Aviron bayonnais », sur lnr.fr (consulté le 7 septembre 2020).
2. ↑  « Feuille de match Union Bordeaux Bègles - CA Brive », sur lnr.fr (consulté le 13 septembre 2020).
3. ↑  « Feuille de match CA Brive - Section paloise », sur lnr.fr (consulté le 3 octobre 2020).
4. ↑  « Feuille de match CA Brive - Stade toulousain », sur lnr.fr (consulté le 17 octobre 2020).
5. ↑  « Feuille de match Montpellier HR - CA Brive », sur lnr.fr (consulté le 25 octobre 2020).
6. ↑  « Feuille de match CA Brive -  ASM Clermont Auvergne », sur lnr.fr (consulté le 1er novembre 2020).
7. ↑  « Feuille de match RC Toulon - CA Brive », sur lnr.fr (consulté le 7 novembre 2020).
8. ↑  « Feuille de match CA Brive - Racing 92 », sur lnr.fr (consulté le 14 novembre 2020).
9. ↑  « Feuille de match Stade rochelais - CA Brive », sur lnr.fr (consulté le 28 novembre 2020).
10. ↑  « Feuille de match SU Agen - CA Brive », sur lnr.fr (consulté le 5 décembre 2020).
11. ↑  « Feuille de match Leicester Tigers - CA Brive », sur epcrugby.com (consulté le 11 décembre 2020).
12. ↑  « Feuille de match CA Brive - Zèbre », sur epcrugby.com (consulté le 18 décembre 2020).
13. ↑  « Feuille de match Castres Olympique - CA Brive », sur lnr.fr (consulté le 22 décembre 2020).
14. ↑  « Feuille de match CA Brive - Lyon OU », sur lnr.fr (consulté le 27 décembre 2020).
15. ↑  « Feuille de match Stade français - CA Brive », sur lnr.fr (consulté le 28 novembre 2020).
16. ↑  « Feuille de match CA Brive - Montpellier HR », sur lnr.fr (consulté le 10 janvier 2021).
17. ↑  « Feuille de match Section paloise - CA Brive », sur lnr.fr (consulté le 24 janvier 2021).
18. ↑  « Feuille de match CA Brive - RC Toulon », sur lnr.fr (consulté le 31 janvier 2021).
19. ↑  « Feuille de match Aviron bayonnais - CA Brive », sur lnr.fr (consulté le 15 février 2021).
20. ↑  « Feuille de match CA Brive - Union Bordeaux Bègles », sur lnr.fr (consulté le 20 février 2021).
21. ↑  « Feuille de match Stade toulousain - CA Brive », sur lnr.fr (consulté le 6 mars 2021).
22. ↑  « Feuille de match CA Brive - SU Agen », sur lnr.fr (consulté le 27 mars 2021).
23. ↑  « Feuille de match ASM Clermont Auvergne - CA Brive », sur lnr.fr (consulté le 6 mars 2021).
24. ↑  « Feuille de match CA Brive - Stade français », sur lnr.fr (consulté le 9 mai 2021).
25. ↑  « Feuille de match CA Brive - Stade rochelais », sur lnr.fr (consulté le 11 mai 2021).
26. ↑  « Feuille de match Lyon OU - CA Brive », sur lnr.fr (consulté le 15 mai 2021).
27. ↑  « Feuille de match CA Brive -Castres Olympique », sur lnr.fr (consulté le 29 mai 2021).
28. ↑  « Feuille de match Racing 92 - CA Brive », sur lnr.fr (consulté le 5 juin 2021).